# 프레드 G. 레드먼 다리

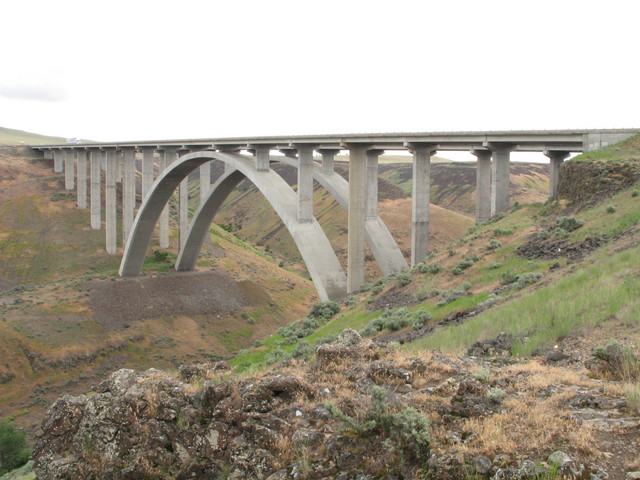

셀라 크릭 다리(Selah Creek Bridge)라고도 알려진 프레드 G. 레드먼 다리는(Fred G. Redmon Bridge)는 얘키모군에 있는 미국 북서부의 쌍둥이 아치교이다. 다리는 야키마와 엘렌스버그 사이, 셀라 근처의 셀라 크릭을 가로질러 82번 고속도로를 운행한다.

## 건설
다리는 1971년 11월 2일에 개통되었다. 4,356,070달러($)(2022 약 33,944,000달러($) 상당)의 입찰가로 계약을 따낸 피터 키위트 & 선즈(Peter Kiewit & Sons) 에 의해 건설되었다.  다리는 2.8 마일 (4.5 km) 길이였고  해당 지역을 통과하는 주간고속도로 제 82호선건설 구간이었다.
건설 당시 미국에서 가장 긴 콘크리트 아치교로 866 피트 (264 m) 스웨덴의 산도(Sandö) 다리였고, 그것은 또한 워싱턴에서 가장 높은 다리였다. 워싱턴 골재 및 콘크리트 협회에서 수여하는 "콘크리트 사용의 우수성"으로 1971년 대상을 수상했다.

## 동명
프레드 레드먼은 카운티 커미셔너 이자 주 고속도로 부서를 감독하기 위해 1951년에 설립된 워싱턴 고속도로 위원회의 첫 번째 의장이었다. 완공되기 전에 그의 이름을 따서 명명되었다.